# شاهزاده کوچک من
شاهزادهٔ کوچک من (انگلیسی: My Little Princess) یک فیلم درام فرانسوی-رومانیایی به کارگردانی اوا یونسکو است که در سال ۲۰۱۱ منتشر شد.

## بازیگران
- ایزابل هوپر
- آناماریا وارتولومئی
- دونی لوان
- لویی-دو دو لانکسن
- آنه بنویت
- دِبورا رِوی